# Charles Nicolas Lafond
Pour les articles homonymes, voir Lafond.
Charles Nicolas Lafond, dit Lafond le Jeune, né le 15 décembre 1773 à Paris et mort le 16 janvier 1835 dans la même ville est un peintre néoclassique français.

## Biographie
Charles Nicolas Raphaël Lafond naît à Paris le 15 décembre 1773. Il est le fils de Léonard Dutronc dit Lafond, peintre décorateur, et de Marie Jeanne Gauché. D'abord formé par son père à l'art, il fut plus tard l'élève des peintres Jean Simon Berthélemy, Joseph-Benoît Suvée puis Jean-Baptiste Regnault.
Favorable aux idées révolutionnaires, il participe aux campagnes militaires de 1792. Membre du bataillon des Arts de Paris, unité militaire composée d'artistes, il se distingue à la bataille de Jemmapes. C'est à cette occasion, et afin de le féliciter de sa vaillance, que le duc de Chartres, futur Louis-Philippe, lui offre sa propre paire de pistolets.
Reprenant ses pinceaux, il expose régulièrement au Salon entre 1796 et 1834. Il reçoit une médaille d'or de première classe pour son tableau Le Samaritain lors du Salon de 1804. Il est récompensé de nouveau par deux médailles d'or lors des Salons de 1808 et 1817. Ses œuvres, des compositions mythologiques, historiques ainsi que des portraits reflètent sa formation néoclassique. Actif sous l'Empire puis la Restauration, il est très apprécié du roi Louis XVIII pour lequel il réalise de nombreuses commandes dont le tableau représentant La Duchesse de Berry présentant son fils le duc de Bordeaux au peuple et à l'armée. En 1825, à l'occasion du sacre de Charles X, il collabore avec Pierre-Luc-Charles Ciceri pour la décoration de la cathédrale Notre-Dame de Reims.
Ayant ouvert une académie de peinture et de dessin, il aura parmi ses élèves le peintre Michel Marigny. Dans les années 1817 et 1820, Lafond est cité comme sous-lieutenant à la 3e légion de la Garde nationale de Paris. Lors de son décès, il était capitaine commandant de la 4e compagnie du 4e bataillon de cette même 3e légion. C'est lors d'un exercice de tir à Courbevoie qu'il fut frappé du coup d'apoplexie dont il mourut quinze jours plus tard à Paris le 16 janvier 1835. Il est enterré à Paris au cimetière de Montmartre. Par décret du 19 octobre 1831, il avait été nommé chevalier de la Légion d'honneur.

## Œuvres
- La mort de Timophane, 1796[7],[8].
- Agar dans le désert, 1796[7],[8].
- Supplice de Sextus Lucinus (Lucinius), 1800[9],[10],[7],[11].
- Plusieurs portraits, 1801[10],[7].
- Mort d'Annibal, 1802[12],[13],[14],[10],[7].
- Rencontre de Télémaque et d'Eucharis à la chasse 1802[12],[10],[7].
- Plusieurs portraits, 1802[12],[10],[7].
- Le Samaritain, 1804 (médaillé d'or de 3e classe en 1804)[15],[10],[7],[16].
- L'Impératrice, entourée des enfants dont elle a secouru les mères (ou L'Impératrice Joséphine visitant une maternité), 1806, musée des Beaux-Arts de Dunkerque puis château de Malmaison[17],[18],[19],[20].
- Portrait d'homme, 1806[7].
- Jacob mourant en Égypte et bénissant ses enfants après avoir prédit la destinée de chacun d'eux (ou Jacob bénissant ses enfants), 1808, église Saint-Pierre-Saint-Paul de Rueil-Malmaison,  Inscrit MH (2000) (médaillé d'or de 2e classe en 1808, également exposé au Salon de 1814)[21],[22],[10],[23],[24],[7],[16],[25].
- Deux portraits de femme, 1808[7],[26].
- Napoléon Ier de profil en uniforme et chapeau, musées de l'ile d'Aix, étude pour le tableau "Mlle de Saint-Simon demandant la grâce de son père (Salon de 1810)"[27],[28].
- Mademoiselle de Saint-Simon demandant la grâce de son père (ou Clémence de S.M. l'Empereur envers Mlle de Saint-Simon qui lui demande la grâce de son père), 1810, château de Versailles[29],[30],[31],[10],[7],[16].
- Le Paysan westphalien devant Napoléon (ou Trait de bonté de S.M. l'Impératrice, ou Sujet extrait du Moniteur Westphalien), 1812[10],[32],[7].
- Apollon devenu berger, 1812[10],[24],[7],[25].
- Projets de portraits de leurs Majestés, 1812[7].
- Plusieurs portraits, 1812[7].
- Saül (ou La frénésie de Saül, ou L'Ombre de Samuel), 1814, musée des Beaux-Arts de Dijon[33],[34],[10],[35],[36],[7],[16],[25], et une esquisse[37].
- Velléda, prêtresse druide, 1814[22],[25],[10],[24],[7].
- Cymodocée, prêtresse des Muses, 1814[25],[10],[24],[7].
- Plusieurs portraits, 1814[7],[10],[25].
- Énée au Mont-Ida (ou Énée sur le mont Ida), 1817, musée des Beaux-Arts de Rouen (médaillé d'or de 1e classe en 1817)[38],[39],[10],[40],[7],[16],[41].
- Portrait d'homme, 1817[7],[41].
- Charles VII prend d'assaut la ville de Montereau, 1819, Melun, musée d'Art et d'Histoire[42],[43],[10],[44],[7],[16],[45],[46].
- Numa Pompulius et Égérie (ou Numa Pompilius, ou Mina et la nymphe Égérie), 1819, musée de Versailles (ou Institut français de Varsovie)[43],[47],[10],[7],[16].
- Le Sentiment de la patrie. Épisode de la guerre d'Espagne, 1819[43],[10],[7].
- Rencontre d'Eudore et de Cymodocée, 1819[43],[10],[7].
- Le Réveil de Psyché, 1819[43],[10],[7].
- Plusieurs portraits, 1819[43],[7].
- La Duchesse de Berry présentant son fils le duc de Bordeaux au peuple et à l'armée, 1821, château de Versailles, présenté au salon de 1822[48],[49],[50],[51],[10],[7].
- La Lecture en famille, 1822[51],[10],[7].
- Les Consolations d'une jeune veuve, 1822[51],[10],[7].
- Portrait de M.L..., peintre, 1822[51],[7].
- Portrait de M. de J..., magistrat, 1822[51],[7].
- Portrait d'un officier français, 1822[52].
- Plusieurs portraits, 1822[51],[7].
- La chaste Suzanne, 1824, Paris, musée du Louvre[53],[54],[55],[10],[56],[57],[7].
- L'Amour et la Discorde contemplant leurs œuvres devant Troie en flammes, 1824[10],[56],[57],[7].
- Homère aveugle et réduit à la mendicité, chantant ses poésies aux portes des villes grecques (ou Sappho chante pour Homère), 1824[58],[10],[56],[57],[7].
- Saint Louis en prière avant de combattre en Afrique ; Apparition à Sainte Clotilde ; Le Sacré-Cœur de Jésus (ou Adoration du Sacré-Cœur) ; L'Annonciation ; Sainte famille ; et La Mort de saint Joseph ; La Mort de saint Benoît, 1824, dans l'église du Temple des bénédictines de Louise de Condé[59],[60],[10],[56],[57],[7],[61].
- Cymodocée, prêtre des Muses, 1824[10],[56],[57].
- Portrait de feu S.A.S. la princesse de Condé à l'age de quinze ans, 1824[59],[56],[7],[60].
- Plusieurs portraits, 1824[56],[7].
- L'enfant prodigue, 1824[62],[7].
- Cymodocée et Demodocus, 1830, au Luxembourg[10].
- Jésus-Christ sur le Calvaire, 1830, Mairie d'Agen[63],[64],[7],[65].
- Eve, surprise de se voir dans une onde pure, est distraite de son étonnement par une voix qui l'appelle, 1831[63],[7].
- Sapho, avant de mourir sur le rocher, chante les derniers vers qu'elle fit, 1831[63],[7].
- Psychée abandonnée, 1831[63],[7].
- La réflexion, tête d'étude, 1831[63],[7].
- Tête d'étude d'homme, 1831[63].
- Portrait d'un jeune Egyptien, 1831[63],[7].
- Portrait d'homme, 1831[63],[7].
- Portrait d'homme, 1833[66],[7].
- Testament d'Eudamidas (ou Endamidas, ou Mort d'Eudamydas), au musée Mandet de Riom[67],[68],[69],[70],[71].
- Saint Louis de Gonzague (Vierge à l'Enfant entourée de Saint Louis de Gonzague et de Mgr d'Aviau), 1828, Petit séminaire de Bazas puis chapelle du Petit séminaire de Bordeaux jusqu'en 1857[72],[10],[73].
- Sainte Agathe, pour le comte de Sainte-Suzanne[10].
- L'Assomption, couvent des dames religieuses de Toulouse[10].
- La Nativité, couvent des dames religieuses de Toulouse[10].
- Christ, 1826-1827, tribunal de Tulle[74],[10].
- Portraits de Charles X, pour les villes d'Arras (1826-1827, préfecture du Pas-de-Calais[75],[76]) et de Carcassonne (1828)[77],[10],[16].
- Statues allégoriques décorant la place de l'Hôtel de Ville de Paris pour le mariage de Napoléon en 1810 : le Commerce, la Victoire, la Science, l’Agriculture, la Navigation, les Arts, l’Étude, la Musique, l’Honneur et l’Industrie, peints à l'essence sur papier huilé en grand format[78].
- Tableaux et décors pour le passage du roi à Arras[10],[7].
- Peintures du plafond et les quatre grands paysages du salon du baron Barbier[10],[7].
- Portrait d'un cardinal, attribué à Lafond[79].

Œuvres de Charles Nicolas Lafond
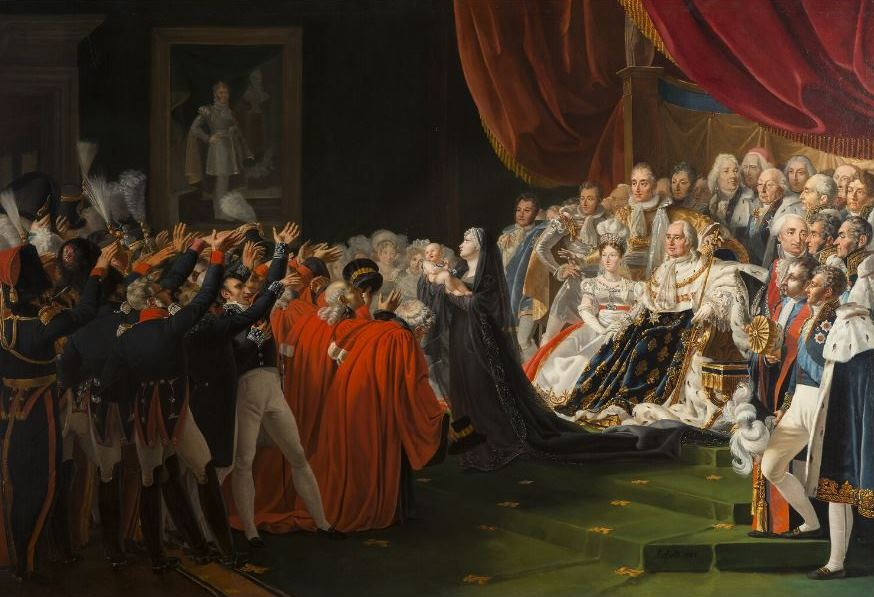
La Duchesse de Berry présentant son fils le duc de Bordeaux au peuple et à l'armée (1821), château de Versailles.
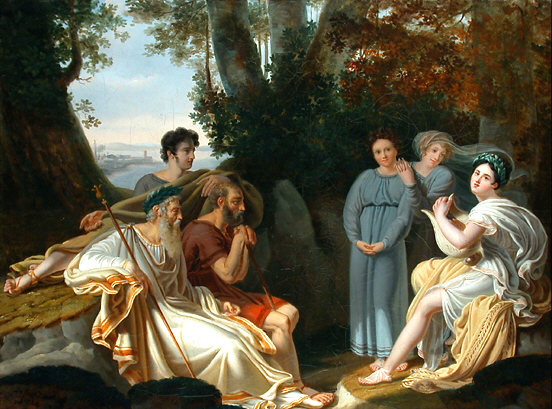
Homère aveugle et réduit à la mendicité ou Sappho chante pour Homère (1824), localisation inconnue.

## Élèves
- Armand Philippe Joseph Béra (1784-1836)
- Alexandre Casati (1806-1846)
- Michel Marigny (1795-1849)
- Laurent-Jules Marlet (1815-1881)